# Geoffroy Lequatre
Geoffroy Lequatre, nascido em 30 de junho de 1981 em Pithiviers (Loiret), é um ciclista francês.

## Biografia
À saída de três anos passados ao Pólo Esperanças Ciclismo de Lorena, estreia nos profissionais em 2004 na equipa Crédit agricle. Após duas temporadas na equipa Cofidis, durante as quais participa na sua primeiro Tour de France em 2007. Em 2008, compromete-se com a equipa Agritubel. Como consequência da retirada da equipa Agritubel findo 2009, apanha a nova equipa Team RadioShack em 2010. Em 22 de outubro, chega perto da vitória na Paris-Tours, retomado pelo pelotão a 400 metros da linha, após uma escapada de uma quinzena de quilómetros. Em 2011, termina terceiro do Campeonato da França de Ciclismo Contrarrelógio. Não conservado para 2012 por Johan Bruyneel, se compromete com a formação Bretaña-Schuller para a temporada de 2012. Põe um termo à sua carreira ao finalizar a temporada de 2013, consagra-se a partir dessa altura a sua marca de roupa de desporto G4.

## Palmarés e classificações mundiais

### Palmarés
- 1998
  - Campeão da região Centro juniores
- 2001
  - 2.º do Loire-Atlantique Esperanças
- 2002
  - Grande Prêmio da cidade de Pérenchies
  - 2.º do Grande Prêmio de Dourges
  - 2.º da Flecha Ardennaise
  - 3.º de Paris-Tours esperanças
  - 5.º do campeonato do mundo em estrada esperanças
  - 8.º do Campeonato Europeu em estrada esperanças
- 2003
  - 2.º do Grande Prêmio da cidade de Vilvorde
- 2008
  - Classificação geral da Volta à Grã-Bretanha
  - 9.º do Grande Prêmio de Plouay
- 2010
  - 3.º da Classica Sarda Olbia-Pantogia
- 2011
  - 3.º do Campeonato da França de Ciclismo Contrarrelógio

### Resultados nas grandes voltas

#### Tour de France
- 2007 : abandono na queda (6. ª etapa)
- 2008 : 85.º
- 2009 : 64.º

#### Volta a Espanha
- 2006 : 103.º
- 2007 : 98.º
- 2011 : 110.º

### Classificações mundiais
}
| Ano             | 2008  | 2009  | 2010 | 2011   | 2012  | 2013   |
| UCI World Tour  |       |       |      | 216.º. |       |        |
| UCI Europe Tour | 43.º. | 211.º |      |        | 438.º | 1000.º |